# Apfelstädt (řeka)
Apfelstädt je menší řeka v Německu, která protéká spolkovou zemí Durynsko. Je to levostranný přítok řeky Gery, spolu s kterou patří do povodí řeky Unstruty. Délka toku činí 34 km. Plocha povodí měří 372 km².

## Průběh toku
Řeka pramení v západní části Durynského lesa v nadmořské výšce 734 m. Teče převážně severovýchodním směrem. Ústí zleva do řeky Gery u Ingerslebenu v nadmořské výšce 220 m.

### Větší přítoky
- pravé – Ohra

## Vodní režim
Průměrný průtok v Ingerslebenu na říčním kilometru 0,7 činí 2,32 m³/s.
Hlásné profily:
| místo       | říční km | plocha povodí | průměrný průtok (Qa) | maximální průtok |
| ----------- | -------- | ------------- | -------------------- | ---------------- |
| Georgenthal | 27,5     | 81,0 km²      | 1,13 m³/s            | 54,3 m³/s        |
| Ingersleben | 0,7      | 371,4 km²     | 2,32 m³/s            | 98,2 m³/s        |